# Super Collider World Tour
Super Collider World Tour fue una gira realizada por la banda de Thrash metal Megadeth entre 2013 y 2014 para promocionar el álbum Super Collider.

## Historia
Este fue el disco con mayor posición en el Billboard 200 llegando al puesto 6 el más alto desde Countdown To Extinction de 1992 que llegó al puesto 2. Esta sería la última gira de la formación Mustaine/Ellefson/Broderick/Drover quienes luego de culminar la gira a los pocos meses Shawn Drover anunció su marcha de la banda por diferencias musicales con Dave Mustaine luego de 10 años en la banda siendo el baterista de más tiempo en la banda, y al día siguiente haría lo mismo Chris Broderick que duró 8 años en el grupo.
Esta gira se puede decir que es la pobre de Megadeth en cuanto a la calidad de su sonido la deteriorada voz de Mustaine le obligó a la banda a que tener que bajar 2 veces su tono característico para las presentaciones en vivo para hacer "más fácil" a Mustaine poder cantar cosa que no haría ningún cambio ya que incluso los temas nuevo se le dificultaba cantarlos. Así como su disco anterior la banda casi no interpretó canciones de este disco, a quienes los fanes lo catalogaron como la versión 2.0 de Risk tocando solamente 2 canciones en toda la gira y 2 más solamente durante el Gigantour.

## Super Collider: Fechas 2013
| 22 de mayo de 2013       | Bucarest             | Rumania        | Arenele Romane                 |
| 24 de mayo de 2013       | Oslo                 | Noruega        | Sentrum Scene                  |
| 25 de mayo de 2013       | Copenhague           | Dinamarca      | Store Vega                     |
| 26 de mayo de 2013       | Groninga             | Países Bajos   | De Oosterpoort                 |
| 27 de mayo de 2013       | Bruselas             | Bélgica        | Ancienne Belgique              |
| 29 de mayo de 2013       | Fribourg             | Suiza          | Fri-Son                        |
| 31 de mayo de 2013       | Madrid               | España         | Sonisphere Spain               |
| 1 de junio de 2013       | Madrid               | España         | Sonisphere Spain               |
| 3 de junio de 2013       | Newcastle            | Inglaterra     | O2 Academy Newcastle           |
| 4 de junio de 2013       | Glasgow              | Escocia        | O2 Academy Glasgow             |
| 5 de junio de 2013       | Mánchester           | Inglaterra     | Manchester Academy 1           |
| 6 de junio de 2013       | Londres              | Inglaterra     | O2 Academy Brixton             |
| 8 de junio de 2013       | Milán                | Italia         | Sonisphere Italy               |
| 9 de junio de 2013       | Amnéville            | Francia        | Sonisphere France              |
| Norteamérica             |                      |                |                                |
| 7 de agosto de 2013      | Nueva York           | Estados Unidos | VEVO Studios                   |
| 8 de agosto de 2013      | Nueva York           | Estados Unidos | SiriusXM Studios               |
| 3 de septiembre de 2013  | Raleigh              | Estados Unidos | Walnut Creek Amphitheatrer     |
| 5 de septiembre de 2013  | Nashville            | Estados Unidos | Bridgestone Arena              |
| 7 de septiembre de 2013  | Kansas City          | Estados Unidos | Sprint Center                  |
| 8 de septiembre de 2013  | Maryland Heights     | Estados Unidos | Verizon Wireless Amphitheater  |
| 10 de septiembre de 2013 | Austin               | Estados Unidos | Austin360 Amphitheater         |
| 12 de septiembre de 2013 | Las Vegas            | Estados Unidos | Mandalay Bay Events Center     |
| 13 de septiembre de 2013 | San Bernardino       | Estados Unidos | Battle of San Bernardino       |
| 14 de septiembre de 2013 | Sacramento           | Estados Unidos | Aftershock                     |
| Suramérica               |                      |                |                                |
| 4 de octubre de 2013     | Santiago             | Chile          | Estadio Monumental             |
| 6 de octubre de 2013     | La Plata             | Argentina      | Estadio Ciudad de La Plata     |
| 9 de octubre de 2013     | Porto Alegre         | Brasil         | Estacionamento da FIERGS       |
| 11 de octubre de 2013    | São Paulo            | Brasil         | Campo de Marte                 |
| 13 de octubre de 2013    | Río de Janeiro       | Brasil         | Praça da Apoteose              |
| 15 de octubre de 2013    | Belo Horizonte       | Brasil         | Esplanada do Mineirão          |
| 19 de octubre de 2013    | Bogotá               | Colombia       | Parque Simón Bolívar           |
| Norteamérica             |                      |                |                                |
| 22 de octubre de 2013    | Costa Rica           | Costa Rica     | Estadio Nacional de Costa Rica |
| 26 de octubre de 2013    | Ciudad de México     | México         | Foro Sol                       |
| 24 de octubre de 2013    | Los Ángeles          | Estados Unidos | Shrine Exposition Hall         |
| 30 de octubre de 2013    | Phoenix              | Estados Unidos | Arizona State Fair             |
| 22 de noviembre de 2013  | Nashville            | Estados Unidos | Bridgestone Arena              |
| 23 de noviembre de 2013  | Maplewood            | Estados Unidos | Myth                           |
| 24 de noviembre de 2013  | Madison              | Estados Unidos | Orpheum Theatre                |
| 26 de noviembre de 2013  | Grand Rapids         | Estados Unidos | The Orbit Room                 |
| 27 de noviembre de 2013  | The Fillmore Detroit | Estados Unidos |                                |
| 29 de noviembre de 2013  | Montclair            | Estados Unidos | Wellmont Theatre               |
| 30 de noviembre de 2013  | Bethlehem            | Estados Unidos | Sands Bethlehem Event Center   |
| 1 de diciembre de 2013   | Boston               | Estados Unidos | House of Blues                 |
| 3 de diciembre de 2013   | Huntington           | Estados Unidos | The Paramount                  |
| 4 de diciembre de 2013   | Silver Spring        | Estados Unidos | The Fillmore Silver Spring     |
| 5 de diciembre de 2013   | Charlotte            | Estados Unidos | The Fillmore                   |
| 7 de diciembre de 2013   | North Myrtle Beach   | Estados Unidos | House of Blues                 |
| 8 de diciembre de 2013   | Florida              | Estados Unidos | Jannus Live                    |
| 9 de diciembre de 2013   | Lake Buena Vista     | Estados Unidos | House of Blues                 |
| 11 de diciembre de 2013  | Austin               | Estados Unidos | ACL Live at The Moody Theater  |
| 12 de diciembre de 2013  | Houston              | Estados Unidos | Bayou Music Center             |
| 13 de diciembre de 2013  | Midland              | Estados Unidos | La Hacienda Event Center       |
| 14 de diciembre de 2013  | Texas                | Estados Unidos | Socorro Entertainment Center   |
| 16 de diciembre de 2013  | Los Ángeles          | Estados Unidos | Jimmy Kimmel Live              |
| 17 de diciembre de 2013  | Anaheim              | Estados Unidos | City National Grove of Anaheim |
| 18 de diciembre de 2013  | San Francisco        | Estados Unidos | The Warfield                   |
| 19 de diciembre de 2013  | Reno                 | Estados Unidos | Grand Sierra Theatre           |

## Gigantour 2013
| 3 de julio de 2013   | Gilford        | Estados Unidos | Bank of New Hampshire Pavilion at Meadowbrook              |
| 5 de julio de 2013   | Uncasville     | Estados Unidos | Mohegan Sun Arena                                          |
| 6 de julio de 2013   | Canandaigua    | Estados Unidos | Constellation Brands – Marvin Sands Performing Arts Center |
| 8 de julio de 2013   | Clarkston      | Estados Unidos | DTE Energy Music Theatre                                   |
| 9 de julio de 2013   | Rosemont       | Estados Unidos | Allstate Arena                                             |
| 10 de julio de 2013  | Youngstown     | Estados Unidos | Covelli Centre                                             |
| 12 de julio de 2013  | Dallas         | Estados Unidos | 97.1 The Eagle's BFD                                       |
| 13 de julio de 2013  | Lubbock        | Estados Unidos | Lonestar Pavilion                                          |
| 14 de julio de 2013  | Corpus Christi | Estados Unidos | Concrete Street Amphitheater                               |
| 18 de julio de 2013  | Bloomington    | Estados Unidos | U.S. Cellular Coliseum                                     |
| 19 de julio de 2013  | Milwaukee      | Estados Unidos | Eagles Ballroom                                            |
| 20 de julio de 2013  | Cadott         | Estados Unidos | Rock Fest                                                  |
| 22 de julio de 2013  | Winnipeg       | Canadá         | MTS Centre                                                 |
| 23 de julio de 2013  | Canadá         | Canadá         | Brandt Centre                                              |
| 25 de julio de 2013  | Calgary        | Canadá         | The Stampede Corral                                        |
| 26 de julio de 2013  | Edmonton       | Canadá         | Rexall Place                                               |
| 27 de julio de 2013  | Dawson Creek   | Canadá         | Encana Events Centre                                       |
| 29 de julio de 2013  | Abbotsford     | Canadá         | Abbotsford Centre                                          |
| 30 de julio de 2013  | Everett        | Estados Unidos | Comcast Arena                                              |
| 1 de agosto de 2013  | West Valley    | Estados Unidos | Maverik Center                                             |
| 2 de agosto de 2013  | Broomfield     | Estados Unidos | 1st Bank Center                                            |
| 7 de agosto de 2013  | Nueva York     | Estados Unidos | Hammerstein Ballroom                                       |
| 9 de agosto de 2013  | Camden         | Estados Unidos | Susquehanna Bank Center                                    |
| 10 de agosto de 2013 | Montreal       | Canadá         | Heavy MTL                                                  |
| 11 de agosto de 2013 | Toronto        | Canadá         | Molson Amphitheatre                                        |

## Super Collider: Fechas 2014
| 16 de febrero de 2014 | Noida             | India          | MTV Xtreme                                   |
| Oceanía               |                   |                |                                              |
| 19 de febrero de 2014 | Auckland          | Nueva Zelanda  | Westfest                                     |
| Norteamérica          |                   |                |                                              |
| 17 de abril de 2014   | Las Vegas         | Estados Unidos | Pearl Concert Theater at Palms Casino Resort |
| 19 de abril de 2014   | Tucson            | Estados Unidos | Pima County Fairgrounds                      |
| Suramérica            |                   |                |                                              |
| 22 de abril de 2014   | Quito             | Ecuador        | Ágora de la Casa de la Cultura Ecuatoriana   |
| 26 de abril de 2014   | Chile             | Chile          | Metal Fest                                   |
| 27 de abril de 2014   | Montevideo        | Uruguay        | Teatro de Verano Ramón Collazo               |
| 29 de abril de 2014   | Córdoba           | Argentina      | Plaza de la Música                           |
| 1 de mayo de 2014     | Buenos Aires      | Argentina      | Estadio Cubierto Malvinas Argentinas         |
| 2 de mayo de 2014     | Buenos Aires      | Argentina      | Teatro Vorterix                              |
| 4 de mayo de 2014     | São Paulo         | Brasil         | Espaço das Américas                          |
| 6 de mayo de 2014     | Bogotá            | Colombia       | Royal Center                                 |
| Norteamérica          |                   |                |                                              |
| 8 de mayo de 2014     | Ciudad de México  | México         | Palacio de los Deportes                      |
| 10 de mayo de 2014    | Monterrey         | México         | Auditorio Banamex                            |
| 11 de mayo de 2014    | Zapopan           | México         | Auditorio Telmex                             |
| 20 de junio de 2014   | Montebello        | Canadá         | Amnesia Rockfest                             |
| 15 de julio de 2014   | Lewiston          | Estados Unidos | Artpark Amphitheater                         |
| 17 de julio de 2014   | Oshkosh           | Estados Unidos | Rock USA Festival                            |
| 18 de julio de 2014   | Hammond           | Estados Unidos | The Venue at The Horseshoe Casino            |
| 19 de julio de 2014   | Orillia           | Estados Unidos | Casino Rama                                  |
| Europa                |                   |                |                                              |
| 24 de julio de 2014   | Tolmin            | Eslovenia      | Metaldays                                    |
| 26 de julio de 2014   | Oulu              | Finlandia      | Qstock                                       |
| 28 de julio de 2014   | San Petersburgo   | Rusia          | Aurora Concert Hall                          |
| 29 de julio de 2014   | Moscú             | Rusia          | Ray Just Arena                               |
| 31 de julio de 2014   | Vivero            | España         | Resurrection Fest                            |
| 1 de agosto de 2014   | Rejmyre           | Suecia         | Skogsröjet                                   |
| 2 de agosto de 2014   | Wacken            | Alemania       | Wacken Open Air                              |
| 3 de agosto de 2014   | Estambul          | Turquía        | Rock Off                                     |
| 4 de agosto de 2014   | Estambul          | Turquía        | Hard Rock Cafe                               |
| 9 de agosto de 2014   | Leeuwarden        | Países Bajos   | Into The Grave                               |
| 10 de agosto de 2014  | Walton upon Trent | Inglaterra     | Bloodstock Open Air                          |
| Asia                  |                   |                |                                              |
| 16 de agosto de 2014  | Tokio             | Japón          | Summer Sonic Tokyo                           |
| 17 de agosto de 2014  | Osaka             | Japón          | Summer Sonic Osaka                           |

## Canciones tocadas en la gira
De  Peace Sells... But Who's Buying?:
- "Wake Up Dead"
- "Peace Sells"
- "Devils Island"

De  So Far, So Good... So What!:
- "In My Darkest Hour"
- "Hook In Mouth"
- "Set The World Afire"

De  Rust In Peace:
- "Holy Wars The Punishment Due"
- "Hangar 18"
- "Tornado Of Souls"
- "Poison Was The Cure"

De  Countdown To Extinction:
- "Symphony of Destruction"
- "Architecture of Aggession"
- "Skin 'O My Teeth"
- "Sweating Bullets"

De  Youthanasia:
- "A Tout Le Monde"
- "Killing Road"
- "Reckoning Day"
- "Youthanasia"

De  Cryptic Writings:
- "She-Wolf"
- "Trust"

De  Endgame:
- "Head Crusher"

De  Thirteen:
- "Public Enemy No 1"

De  Super Collider:
- "Super Collider"
- "Dance In The Rain"
- "Kingmaker"
- "Cold Sweat"

## Personal
- Dave Mustaine: Guitarra, Voz
- Chris Broderick: Guitarra, Coros
- David Ellefson: Bajo, Coros
- Shawn Drover: Batería, Coros

## Páginas externas
- Wed Oficial

- Datos: Q79912653